# Rynowo (osada leśna w województwie zachodniopomorskim)
Rynowo – osada leśna w Polsce położona w województwie zachodniopomorskim, w powiecie łobeskim, w gminie Łobez.